# Església en creu inscrita

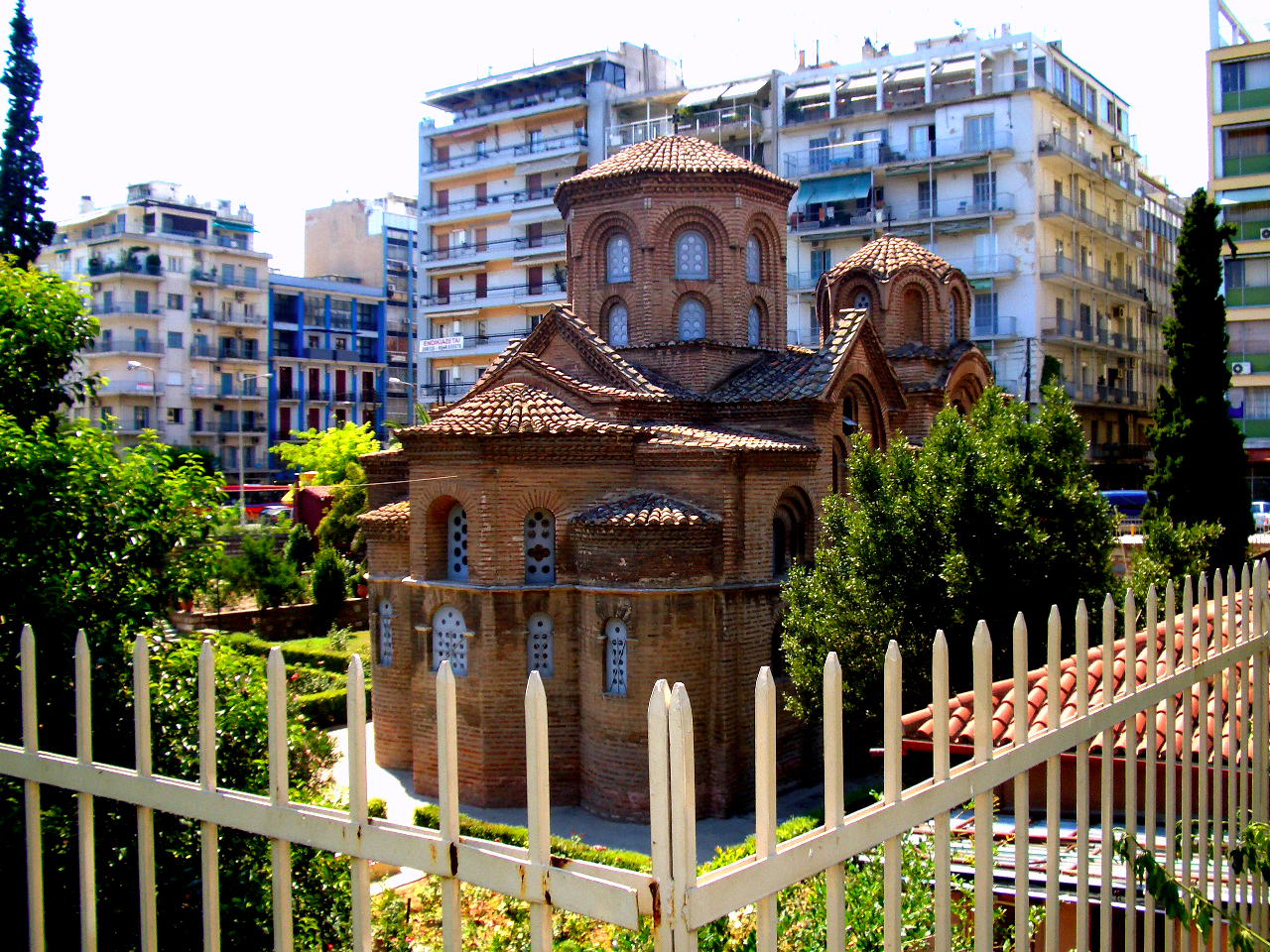
Panagia Chalkeon, una església en creu inscrita del a Tessalònica. Vista des del nord-oest

Una església (de planta) en creu inscrita (en un quadrat) o església en creu amb cúpula és un tipus de planta arquitectònica que fou dominant en les esglésies de mitjan i final del període romà d'Orient, amb un quadrat central i un espai intern organitzat en forma de creu, coronat per una cúpula.
Les primeres esglésies en creu inscrites es degueren construir a la fi del segle viii, i aquesta forma s'ha mantingut en ús en tot el món ortodox fins a hui. A Occident, el primer disseny de Donato d'Angelo Bramante de la basílica de Sant Pere (1506) feu servir una planta centralitzada en creu inscrita sota un dom central, amb quatre doms subsidiaris.
En alemany, aquesta mena d'església s'anomena Kreuzkuppelkirche, o "església en creu amb cúpula" i en francés se'n diu église à croix inscrite, 'església en creu inscrita', com en català.

## Arquitectura

### Forma arquitectònica
Una església en creu inscrita s'organitza al voltant d'una naos quadrada que es divideix amb quatre columnes, pilars o pilastres en nou buits (divisions de l'espai). Les cinc divisions interiors dibuixen una quincunci (creu inscrita). El buit central sol ser més gran que els altres vuit, i està coronat per una cúpula que recolza sobre les columnes. Els quatre buits rectagulars que limiten directament amb el central solen cobrir-se amb voltes de canó; aquests són els braços de la creu, inscrits en el quadrat de la naos. Els quatre buits restants de les cantonades solen estar coberts amb voltes d'aresta. La jerarquia espacial dels tres tipus de buits, des del major central als més petits cantoners, es reflecteix en l'alçada de l'edifici: la nau central és més alta que els braços de la creu, que són al seu torn més alts que els trams cantoners.:16
A l'oest de la naos hi ha el nàrtex o vestíbul d'entrada, normalment format per l'afegit de tres buits més als buits més occidentals de la naos. A l'est hi ha el bema o santuari, sovint separat de la naos pel templon o, en esglésies més modernes, per un iconòstasi. El santuari és generalment format per tres buits afegits contigus als buits més orientals de les naos, cadascú acabat en un absis coronat per una petxina (mitja cúpula). L'absis central és més gran que els del nord i sud. El terme bema és a vegades aplicat a la zona central, mentre que la part nord és coneguda com la pròtesi i la sud com el diakonikon.:13-14
Tot i que les evidències de l'arquitectura domèstica romana d'Orient són escasses, sembla que la unitat central de l'església en creu inscrita (nou buits dividits per quatre columnes) també es feu servir en la construcció de sales dels edificis residencials.

### Ús litúrgic

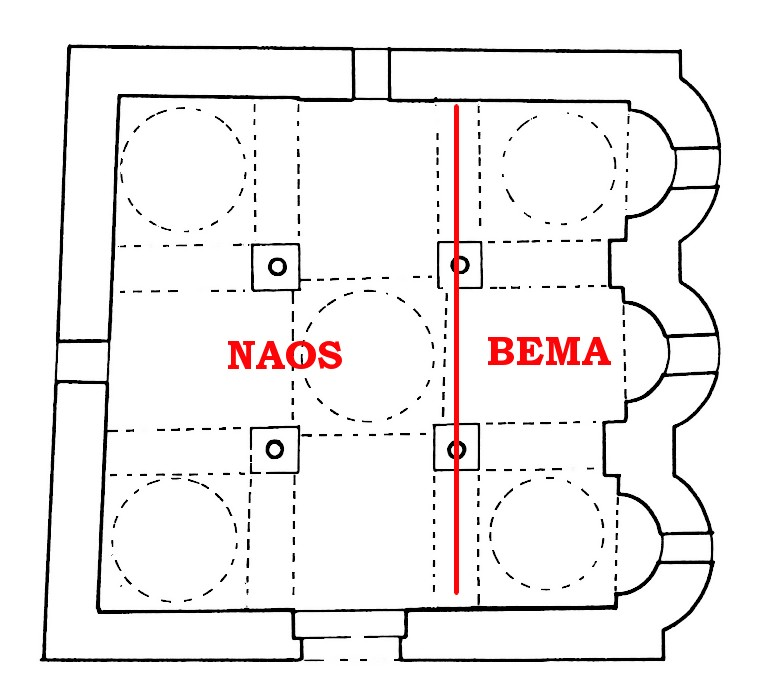
Planta en creu inscrita compacta, basada en la Cattolicade Stilo. La naos és l'àrea litúrgica central i el bema el santuari

L'articulació arquitectònica dels diferents espais d'una església en creu inscrita respon a les distintes funcions en la litúrgia. El nàrtex serveix com un vestíbul d'entrada, però també per a funcions litúrgiques especials, com ara el baptisme, i com a lloc d'honor de sepultura (sovint, com en el cas de la Martorana de Palerm, dels fundadors de l'església). La naos és l'espai on roman la congregació durant el ritual i el santuari és reserva als sacerdots. L'altar és en l'obertura central, o bema, que a voltes conté un synthronon, o banc, on seu el clergat. La pròtesi s'usa per a la preparació de l'eucaristia i el diakonikon alberga els vestits litúrgics i els texts utilitzats en el ritual.:12-14

### Variacions comunes

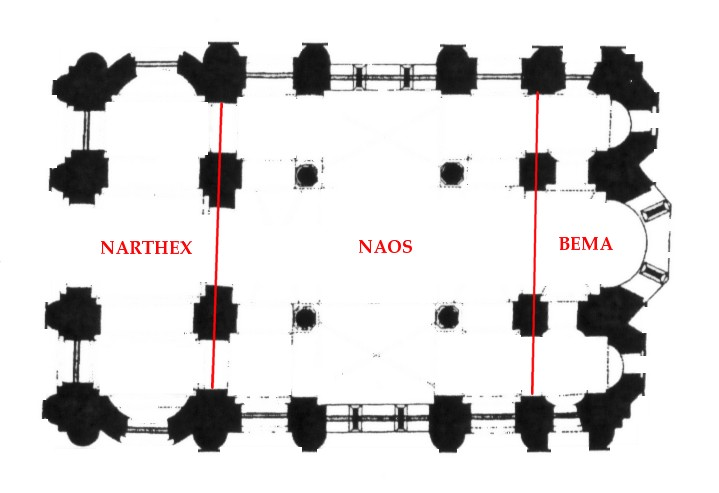
Planta d'una típica església en creu inscrita basada en la Myrelaion del de Constantinoble

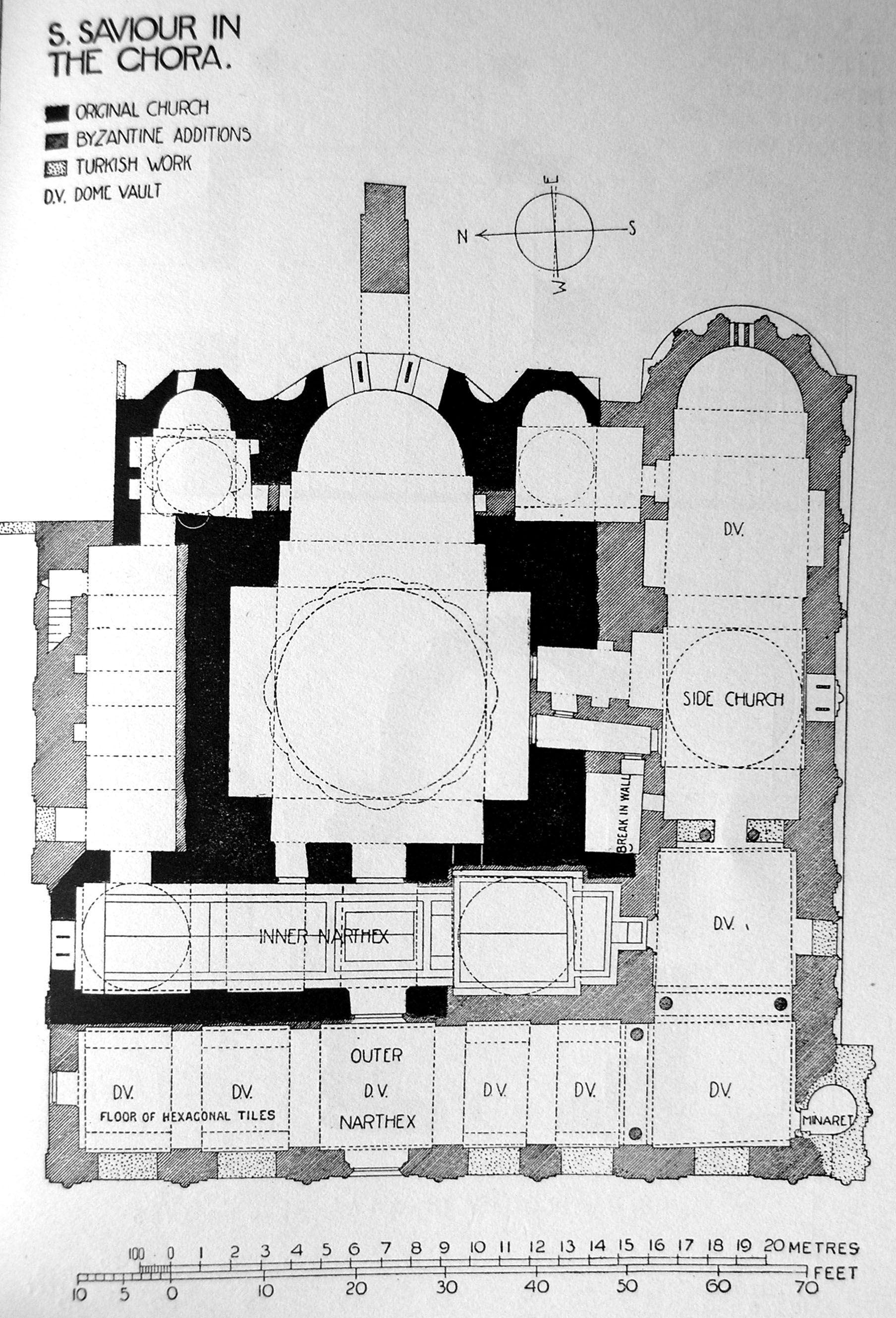
Planta de l'església de Sant Salvador de Cora de Constantinoble

La forma arquitectònica i la funció litúrgica descrites corresponen al tipus clàssic d'església en creu inscrita, que es feu servir en molts monuments importants (com ara el Myrelaion (mesquita de Bodrum) de Constantinoble). Aquest tipus, però, representa només un dins una sèrie de variacions possibles en la forma de creu inscrita.
Sobretot en la darrera arquitectura romana d'Orient , el nucli de la planta en creu inscrita es podia ampliar amb edificacions perifèriques. N'és un exemple el de l'església de Sant Salvador de Cora de Constantinoble: l'església en creu original del segle xi s'amplià en el XIV afegint-hi un segon nàrtex a l'oest (exonarthex o nàrtex extern) i una capella lateral (parekklesion) al sud, emprada per a enterraments. Les plantes finals de moltes altres esglésies romanes d'Orient són resultat d'una successió diacrònica semblant d'afegits sobre un nucli central; per exemple, la Kalenderhane Camii de Constantinoble, Canli Kilise de Capadòcia, i la Martorana de Palerm. Una edificació subsidiària comuna, testimonial, per exemple en Kalenderhane, en l'església de Sant Salvador de Cora i en Martorana, era un campanar.
D'altra banda, es va produir una forma molt simplificada en creu inscrita, compacta, construïda sense nàrtex i amb tres absis afegits sobre els buits més orientals de la naos. Aquesta planta fou particularment comuna al sud de la península Itàlica, a Sicília, i a Capadòcia. En aquesta mena d'església, la barrera del templon s'alçà sovint seguint l'eix de les dues columnes orientals, tancant així els tres buits més a l'est del santuari.
Una variació particularment important en la creu inscrita és la «planta atonita» (pel monestir d'Atos) o «monàstica», en què els buits rectangulars del nord i sud de la naos també s'obrin en absis semicirculars, i donen a l'església l'aparença d'un tricònquid (absis trilobat). Aquesta planta, sovint considerada típica de les esglésies monàstiques, sembla haver-se creat a Atos al segle xi; els absis laterals donen un espai per a la interpretació de música litúrgica antifonal per a dos cors monàstics. Un exemple important d'aquest tipus, a part d'Atos, és l'església del s. XIV del Profitis Elias de Tessalònica.

## Decoració

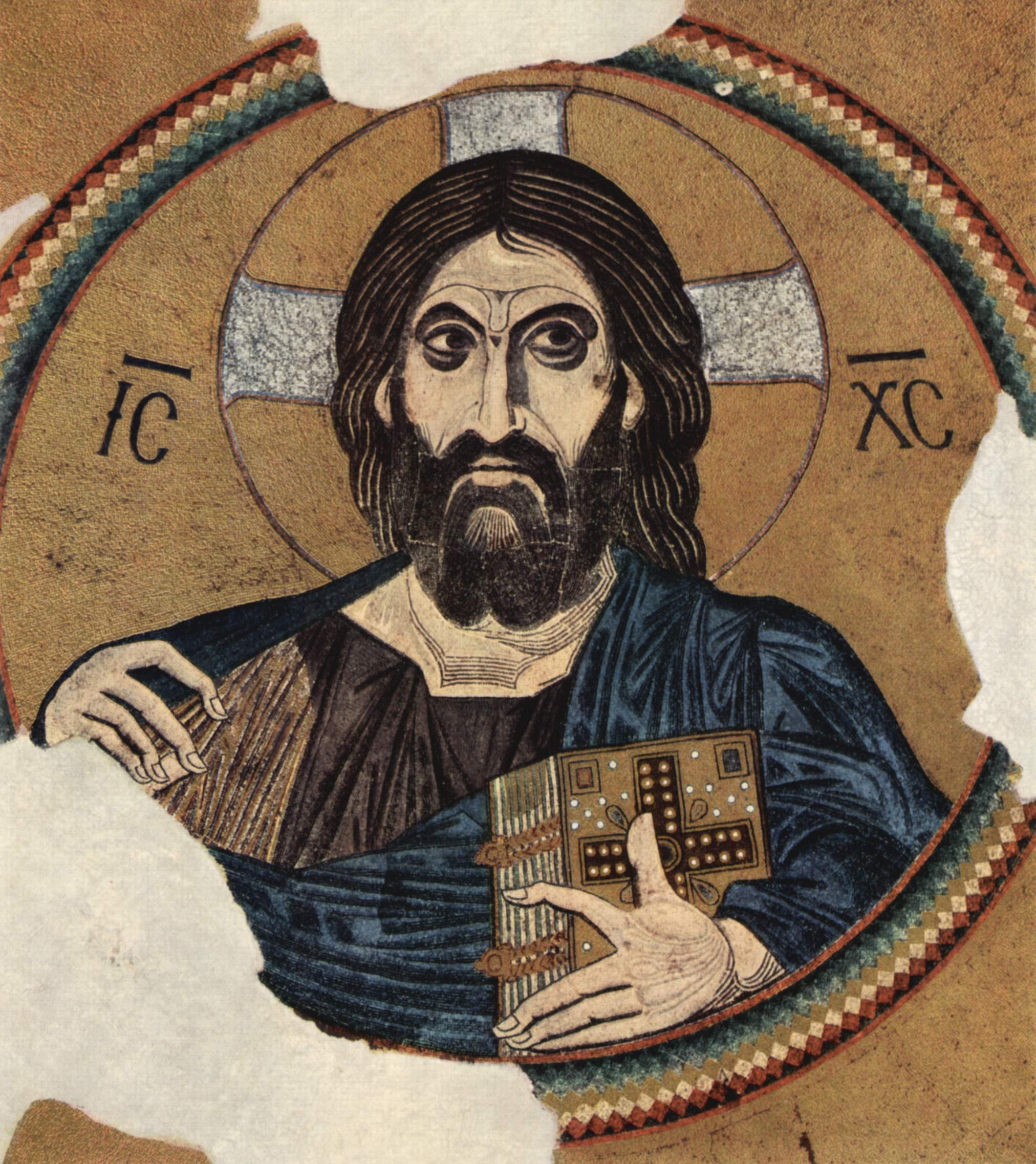
Crist Pantocràtor, a la cúpula del monestir de Dafní

La decoració interior de l'església en creu inscrita, normalment amb mosaics i a vegades amb frescs, es desenvolupà en estreta relació amb l'arquitectura. N'hi ha un sistema de decoració clàssic, representat per les grans esglésies monàstiques del segle xi (com ara el monestir de Dafní, als afores d'Atenes, i Hosios Loukas a Beòcia). Aquest sistema, el defineix en un estudi clàssic publicat en la dècada del 1940 Otto Demus.
L'ornamentació de mosaics d'una església en creu inscrita pot dividir-se en tres àrees definides per l'articulació interna: una àrea superior, que inclou les cúpules, les voltes altes, i la petxina de l'absis; una àrea mitjana, que enclou les trompes, les petxines i les parts superiors de les arcades; i la zona baixa, que engloba les voltes inferiors i la part inferior dels murs. La divisió tripartida té un significat cosmogràfic: la zona més alta correspon als cels; la zona mitjana, al paradís o Terra Santa; i la zona inferior, al món.:16

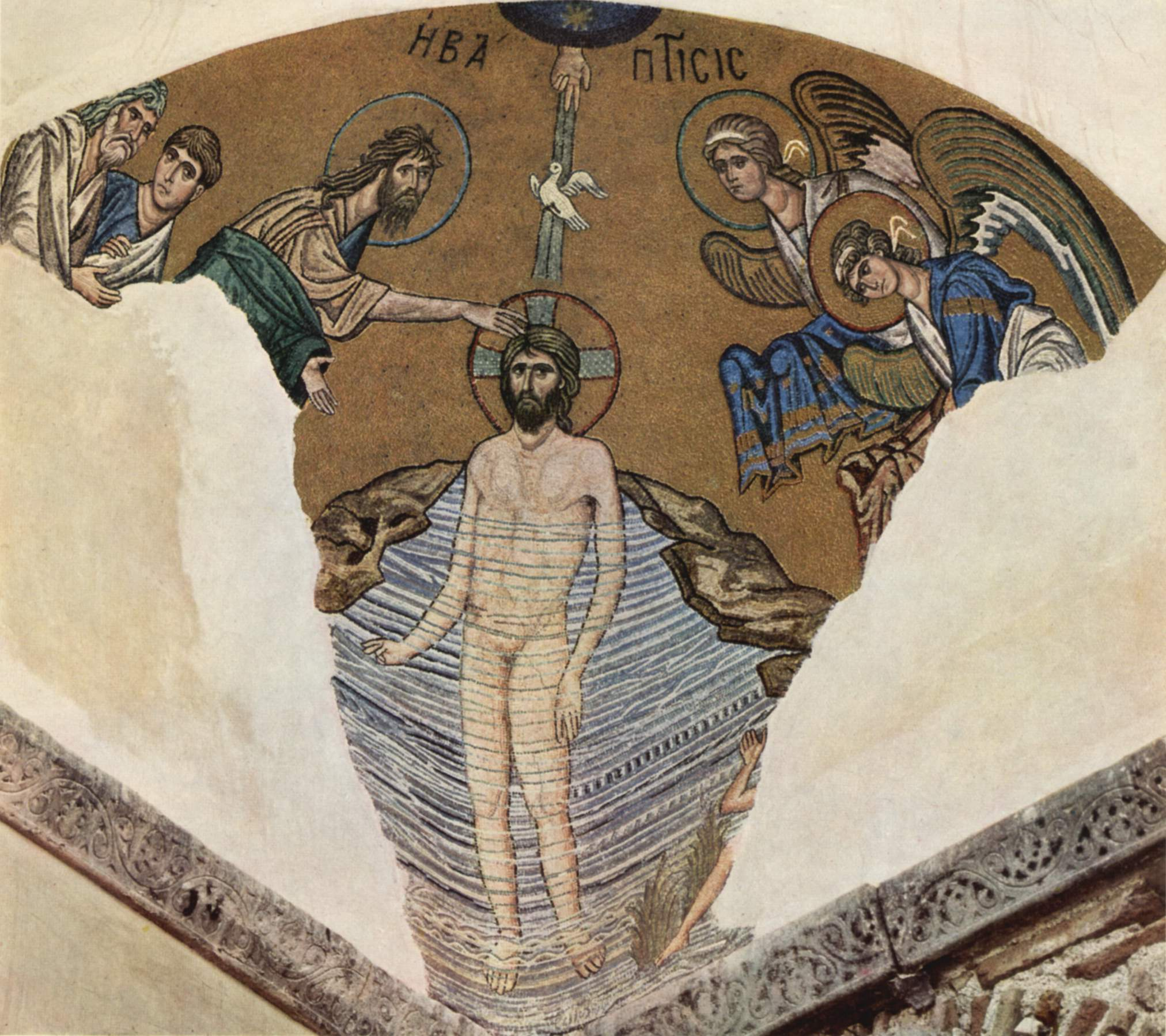
El baptisme de Crist, a Dafní. Les figures a cada costat del Jordà s'enfronten per l'espai buit tancat per la trompa, que es converteix en l'espai de l'escena

A la zona més alta només estan representades les figures més sagrades cristianes (Crist, la Mare de Déu i els àngels) o escenes que estan relacionades amb el cel. Per exemple, els mosaics de la cúpula central quasi sempre representen una d'aquestes tres escenes: l'Ascensió de Jesús, Pentecosta o el Pantocràtor.:16-17 La zona mitjana mostra escenes narratives sobre les festes cristològiques (naixement, presentació en el Temple, etc.).:22 La zona més baixa l'ocupa el «cor de sants», normalment figures allargades dempeus, que segons Demus «comparteixen l'espai» de la congregació.:22-26
En el tipus clàssic, els mosaics es feren per ser vists des de l'oest de l'església; és a dir, es van orientar cap a l'espectador llec.:18 i 24 Segons aquesta línia de visió, s'usaren els espais corbs de les voltes per a crear una il·lusió d'espai quan es veuen des de l'angle desitjat. La decoració de l'església en creu inscrita estava, per tant, totalment relacionada amb l'arquitectura: «La mateixa església bizantina és la "imatge espai" de les icones. És l'iconostasi ideal; és, en si mateix, com a conjunt, una icona que dona realitat a la concepció de l'ordre mundial diví».:13

## Orígens i desenvolupament

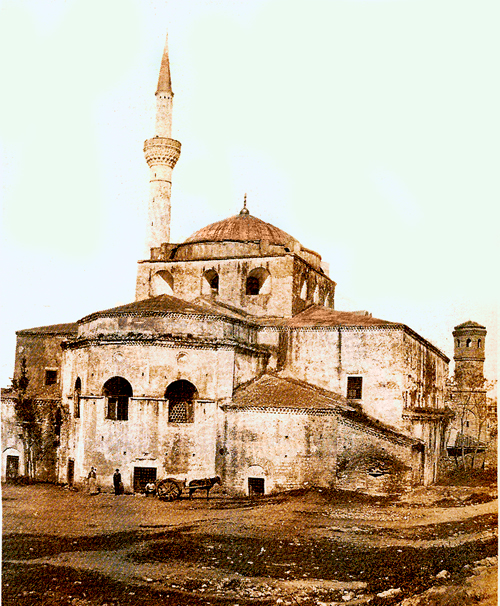
Hagia Sophia de Salònica, un exemple del tipus en creu amb cúpula citat sovint com a precursor de l'església en creu inscrita

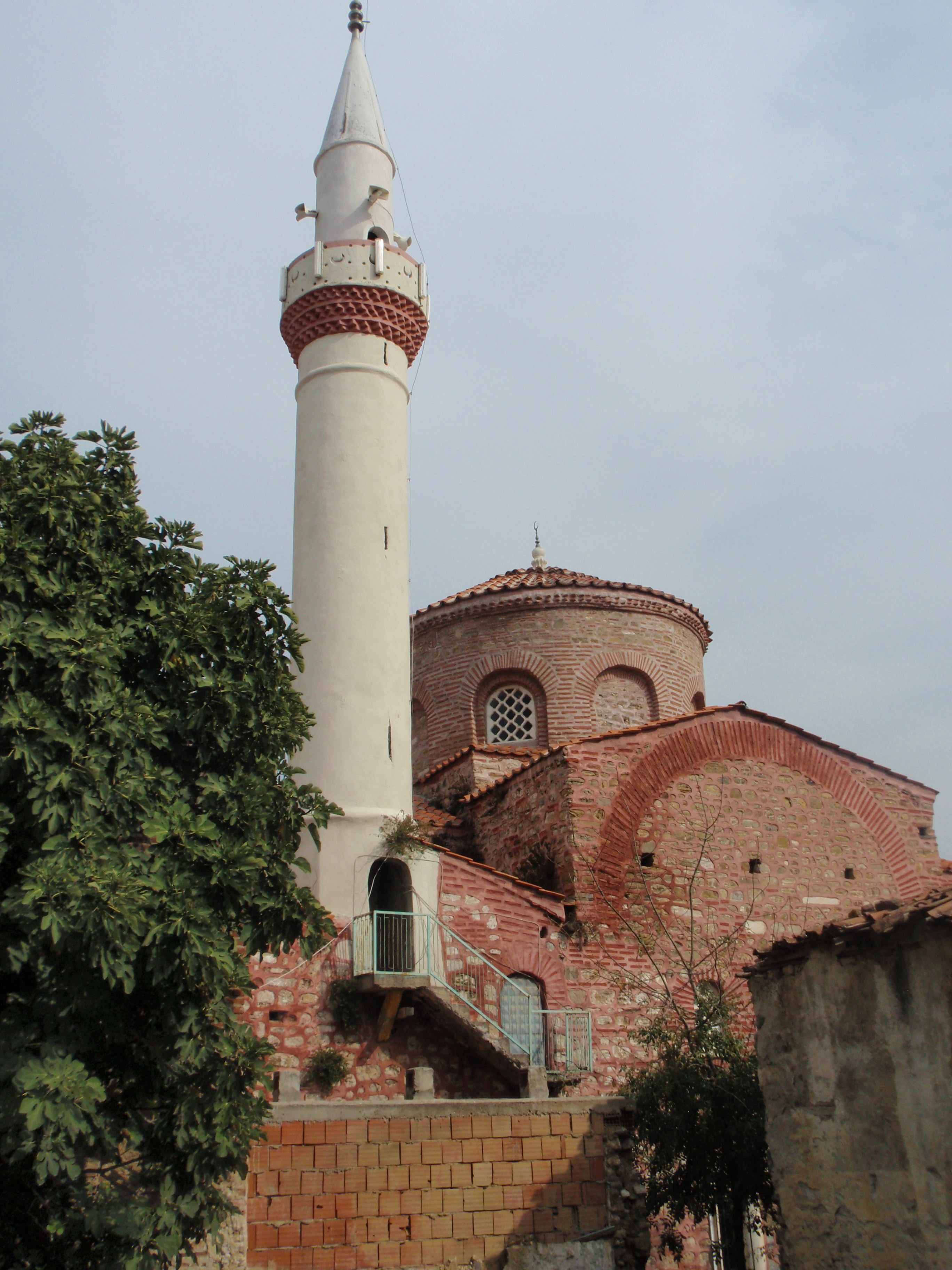
Fatih Camii de Tirilye

L'església en creu inscrita constitueix un desenvolupament artístic únic de l'època romana d'Orient mitjana. Les primeres esglésies romanes d'Orient eren sobretot basíliques o de planta centralitzada (com ara esglésies cruciformes octogonals). És per això que la qüestió dels orígens de la forma de l'església en creu inscrita ha ocupat els historiadors de l'art des de la segona meitat del s. XIX, tot i que no n'hi ha una única interpretació acadèmica.

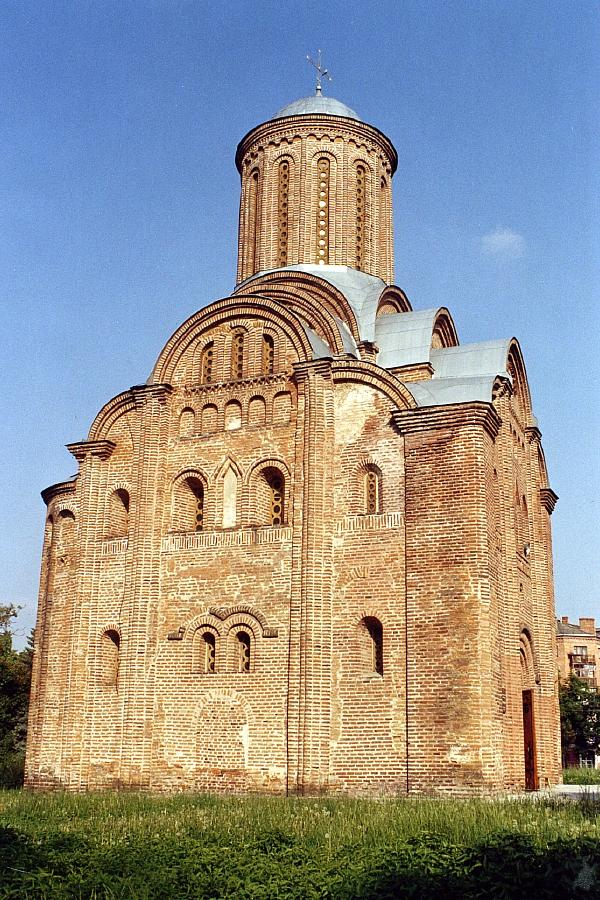
Església de Sant Paraskevi, Txerníhiv, Ucraïna (construïda ca. 1200 i restaurada al

Sembla que aquest tipus de planta deriva de la basílica paleocristiana (un punt de vista defensat inicialment per Oskar Wulff, i seguit per molts estudiosos, entre ells Alexander van Millingen i Charles Diehl) o de les esglésies cruciformes de l'antiguitat tardana (una teoria avançada per Josef Strzygowski, i seguida de diverses maneres per Gabriel Millet i André Gravar, entre altres).:94-98 D'acord amb la teoria basilical, els crucials edificis intermedis eren esglésies en creu amb cúpula dels segles vii i viii (com ara Hagia Sophia de Tessalònica i l'església de la Koimesis de Nicea), mentre que, segons la darrera teoria, les cantonades de les esglésies cruciformes foren simplement emplenades (com ara, Hosios David de Tessalònica).:32
A mesura que la història de l'art s'allunyava de l'enfocament evolutiu, la qüestió de la paternitat d'aquesta mena d'esglésies ha retrocedit, i l'atenció s'ha dirigit a la datació dels primers exemples totalment desenvolupats. Són en aquest sentit significatives l'església hui coneguda com a Fatih Camii de Trilye, Bitínia (datada de principis del s. IX) i l'anomenada «Església H» de Side (probablement d'abans del 800). S'ha suggerit que aquest tipus es desenvoluparia en un context monàstic a Bitínia a finals del segle viii i primeria del IX; per exemple, l'església construïda al monestir Sakkudion als anys 780 per Teodor Estudita i el seu oncle sant Plató, tot i que coneguda només per relats literaris, sembla haver estat una església en creu inscrita.:17-20:178-180
La influència de la Nea Ekklesia (església Nova) del Gran Palau de Constantinoble, construïda al voltant del 880, es considera crucial per al domini de l'església en creu inscrita en l'època medieval; l'edifici, però, no ha sobreviscut, la seua forma actual és molt controvertida, i no és segur que es tractàs d'una veritable església en creu inscrita. L'església en creu inscrita havia arribat a dominar la construcció d'esglésies des del segle ix, potser en part per la petita escala, adequada a la naturalesa intrínsecament privada del ritu bizantí.:15 Els assoliments de l'arquitectura romana d'Orient tardana s'han descrit com «l'elaboració d'una mena d'església que era, a la seua manera, perfecta».:249 La quasi universal acceptació d'aquesta planta d'església en el món romà d'Orient no significà, però, l'estancament de la creació artística, com demostren les moltes variacions del tipus (descrites abans). Aquestes variacions semblen representar no tant una evolució lineal de les formes sinó una sèrie de respostes sensibles a diversos factors autòctons.
Ja en l'edat mitjana, la planta de l'església en creu inscrita s'havia estés molt més allà de les fronteres de l'Imperi Romà d'Orient. El model en fou adoptat i desenvolupat en la Rus de Kíev, i en els regnes independents dels Balcans del nord (com ara, en l'Imperi serbi).
L'església en creu inscrita sobrevisqué al col·lapse polític de l'Imperi Romà d'Orient, sense deixar de servir de model per a la construcció d'esglésies tant a Rússia com als Balcans otomans ("postbizantí") i a l'Àsia Menor. Als Balcans la planta continuà sent comuna fins al voltant del 1700, sobretot la variació «atonita», un indicador de la importància del mecenatge monàstic en aquest període.:108, 109 i 114 El manteniment d'aquesta tradició arquitectònica, i la seua resistència a les influències turques i occidentals, s'ha vist com una manera de preservar una identitat única de l'Església ortodoxa.:109 i 119 A partir del segle xviii, en l'Imperi Otomà s'emprà més varietat de formes arquitectòniques a les esglésies, incloent-hi recuperacions de tipus cristians primitius (com la basílica). Malgrat que l'arquitectura neobizantina dels s. XIX i XX tendeix a basar-se en un conjunt eclèctic de referències històriques, la planta en creu inscrita tingué un paper en la formació dels «estils nacionals» en els nous estats postotomans (com ara, a les esglésies de Sèrbia de finals del s. XIX).